# Делени (Мехединци)
Делени (рум. Deleni) насеље је у Румунији у округу Мехединци у општини Брезница-Мотру. Oпштина се налази на надморској висини од 258 m.

## Становништво
Према подацима из 2002. године у насељу је живело 27 становника, од којих су сви румунске националности.